# Boris Pérez
Boris Iván Pérez Ulloa (Puerto Natales, Chile, 7 de junio de 1989) es un futbolista chileno. Juega de arquero. Actualmente juega en el Club Deportivo Bories de su ciudad natal.

## Clubes
| Club                  | País  | Año       |
| --------------------- | ----- | --------- |
| Audax Italiano        | Chile | 2009-2011 |
| Everton               | Chile | 2012      |
| Audax Italiano "B"    | Chile | 2013      |
| Deportes Melipilla    | Chile | 2013-2014 |
| Audax Italiano        | Chile | 2014      |
| Deportes Melipilla    | Chile | 2015-2017 |
| Unión San Felipe      | Chile | 2017-2018 |
| Deportes Melipilla    | Chile | 2019      |
| Club Deportivo Bories | 2021- |           |